# Département de Tinogasta
Le département de Tinogasta est une des 16 subdivisions de la province de Catamarca, en Argentine. Son chef-lieu est la ville de Tinogasta.

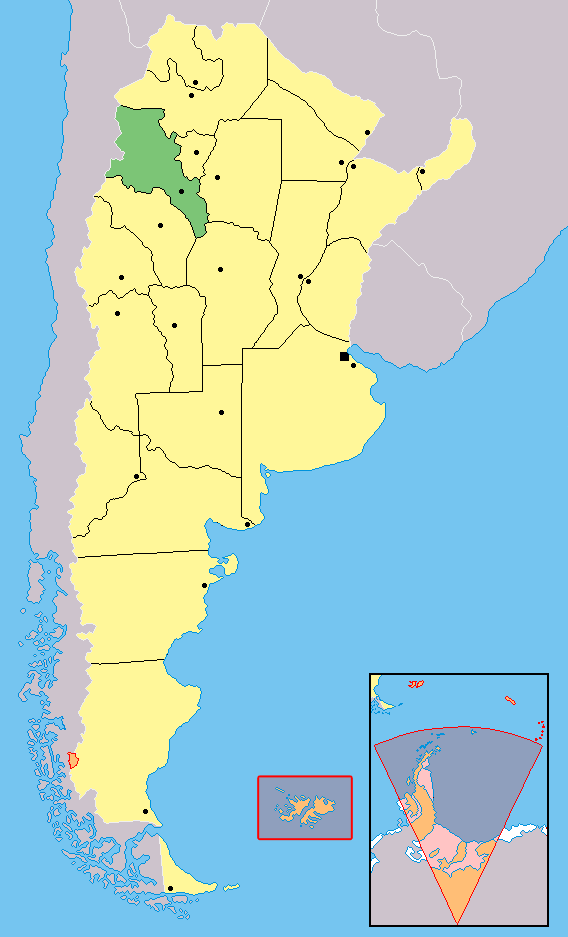
Localisation de la province de Catamarca en Argentine.

Le département a une superficie de 23 582 km2. Sa population s'élevait à 22 570 habitants lors du recensement de 2001.

## Géographie
La quasi-totalité du département fait partie du bassin du río Abaucán, y compris celui de son affluent le plus important, le río Fiambalá. Il est traversé de part en part (du nord-ouest au sud-est) par la moderne route nationale 60.
À l'ouest cependant, il existe un petit bassin endoréique, centré sur la Salina de la Laguna Verde (Saline de la Lagune Verte) et, fait remarquable, entouré de la plupart des plus hauts volcans du monde.
La deuxième ville du département est Fiambalá, près de laquelle se trouvent des thermes bien connus, constituant une base touristique naissante.

## Villes et localités
- Fiambalá
- La Ramadita
- Tinogasta, chef-lieu